# Китайский трионикс
Китайский трионикс (лат. Pelodiscus sinensis) — пресноводная черепаха, представитель семейства трёхкоготных черепах, широко распространённая в Азии. В некоторых странах Азии употребляется в пищу и является объектом промышленного разведения.
Долгое время считался единственным представителем рода, из-за чего многие популяции, сейчас относимые к другим видам, рассматривали как популяции китайского трионикса. Одним из таких видов является дальневосточная черепаха, обитающая в том числе на территории России.

## Этимология, названия на других языках
Pelodiscus — «морской диск», sinensis — «китайский».
англ. Chinese soft-shelled turtle, Suppon.
нем. Chinesische Weichschildkröte.
фр. Trionyx de Chine

## Описание

### Внешний вид

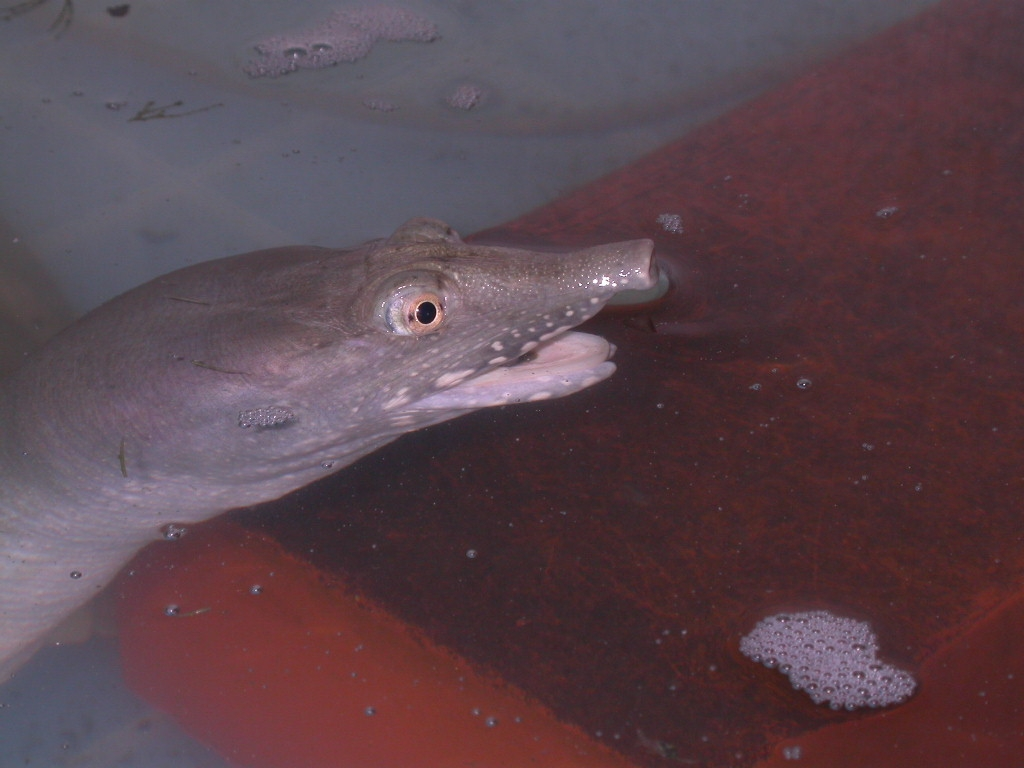
Голова и шея китайского трионикса

Черепаха средних размеров. Карапакс длиной до 23 см. Окраска от оливково-зелёной до оливково-серой, без пятен или с небольшими чёрными пятнами звёздчатой или неправильной формы. Пластрон от белоснежного до розовато-белого цвета без рисунка или с относительно небольшими круглыми или овальными отметинами, отсутствующими под кожистой оторочкой панциря. На голове и шее несколько разбросанных светлых или тёмных отметин.
Недавняя поимка черепахи живым весом в 17 тайваньских фунтов (свыше 11 кг), с длиной панциря 46, в пруду рыбоводческого хозяйства близ г. Тайнань на Тайване привлекла внимание средств массовой информации острова.

### Особенности анатомии
Рёберных костных пластин в карапаксе 8 пар. Кости карапакса имеют мелкую точечную и ямчатую скульптуру. Мозолевидных утолщений в пластроне семь, они располагаются на гио- и гипопластронах, ксифипластронах и иногда на эпипластронах.

### Кариотип
В кариотипе 66 хромосом: 16 макрохромосом (8 метацентрических, 2 субметацентрические, 4 акроцентрические, 2 субтелоцентрические) и 50 микрохромосом.

### Распространение
Китайский трионикс широко распространен в Азии: Восточном Китае, Вьетнаме, Корее, Японии, а также на островах Хайнань, Тайвань. Интродуцирован в Южную Японию на архипелаг Рюкю, острова Огасавара, Таиланд, Малайзию и Сингапур, на остров Тимор (Индонезия), Гавайские острова и Марианские острова (Гуам).

### Образ жизни

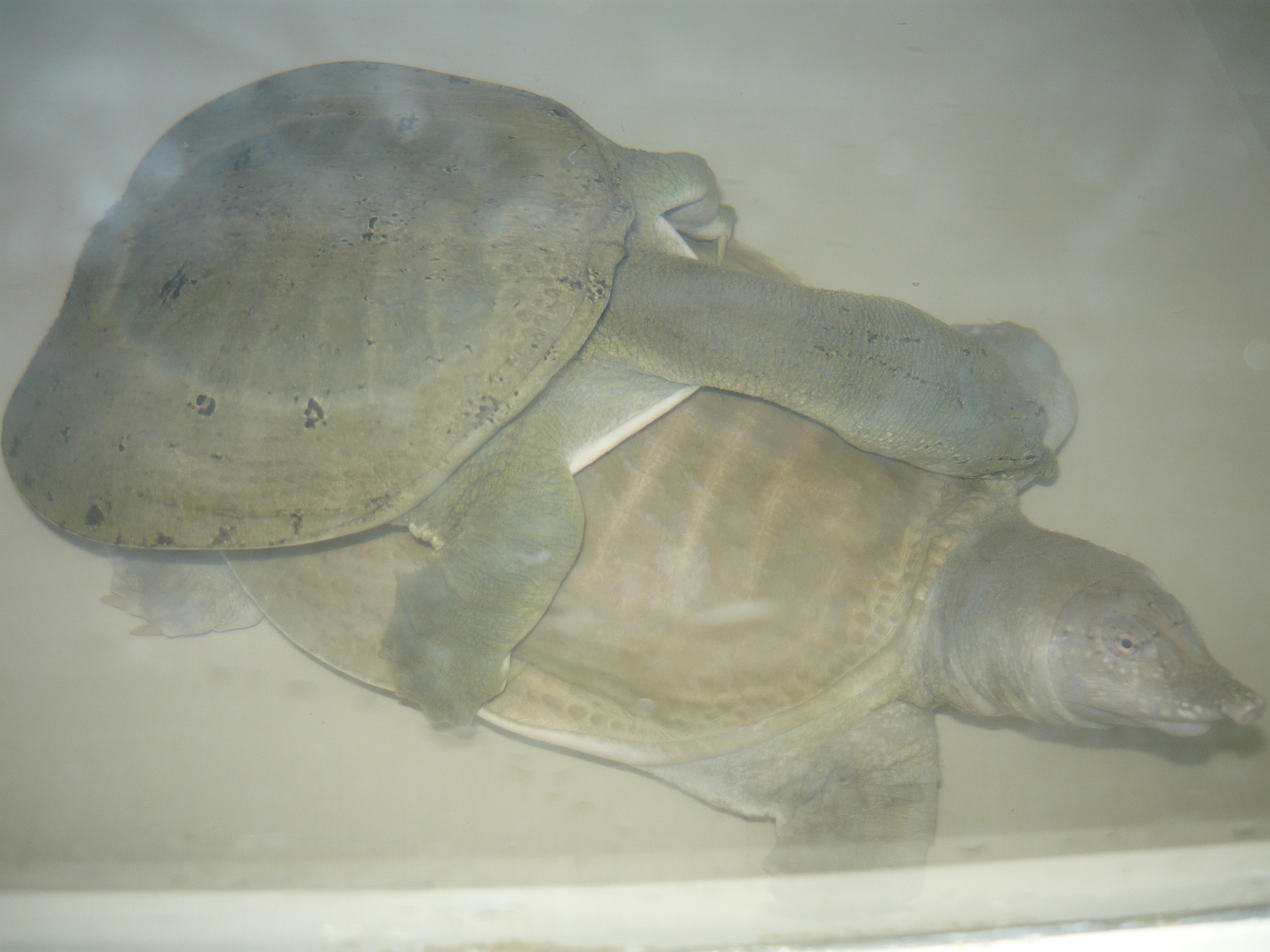
Спаривание китайских триониксов в неволе

Населяет субтропические и тропические леса на юге ареала. В горы поднимается на высоту до 1700 м над уровнем моря.
Иногда в засушливый период года небольшие водоёмы, где живут черепахи, сильно мелеют, и вода в них загрязняется, но черепахи не покидают своего местообитания.
Самцы отличаются от самок более длинным и толстым хвостом. Самцы стройнее и мельче, самки — крупнее и массивнее.
В разных точках ареала спаривание происходит с марта по июнь. При спаривании самец удерживает самку челюстями за кожу шеи или передних лап. Копуляция проходит под водой и продолжается до 5—10 минут. Беременность длится 50—65 дней.

## Значение для человека

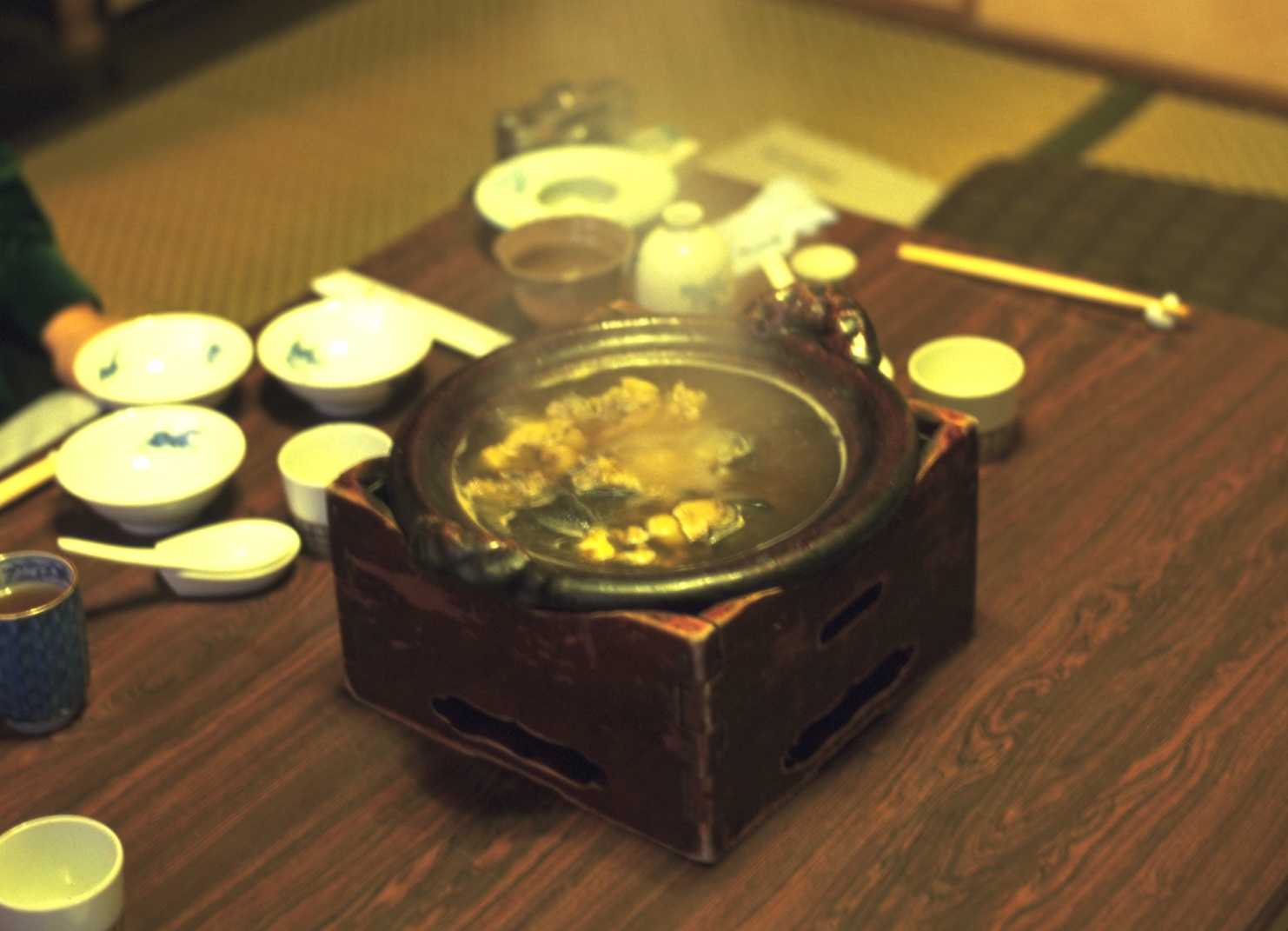
Черепаховый суп

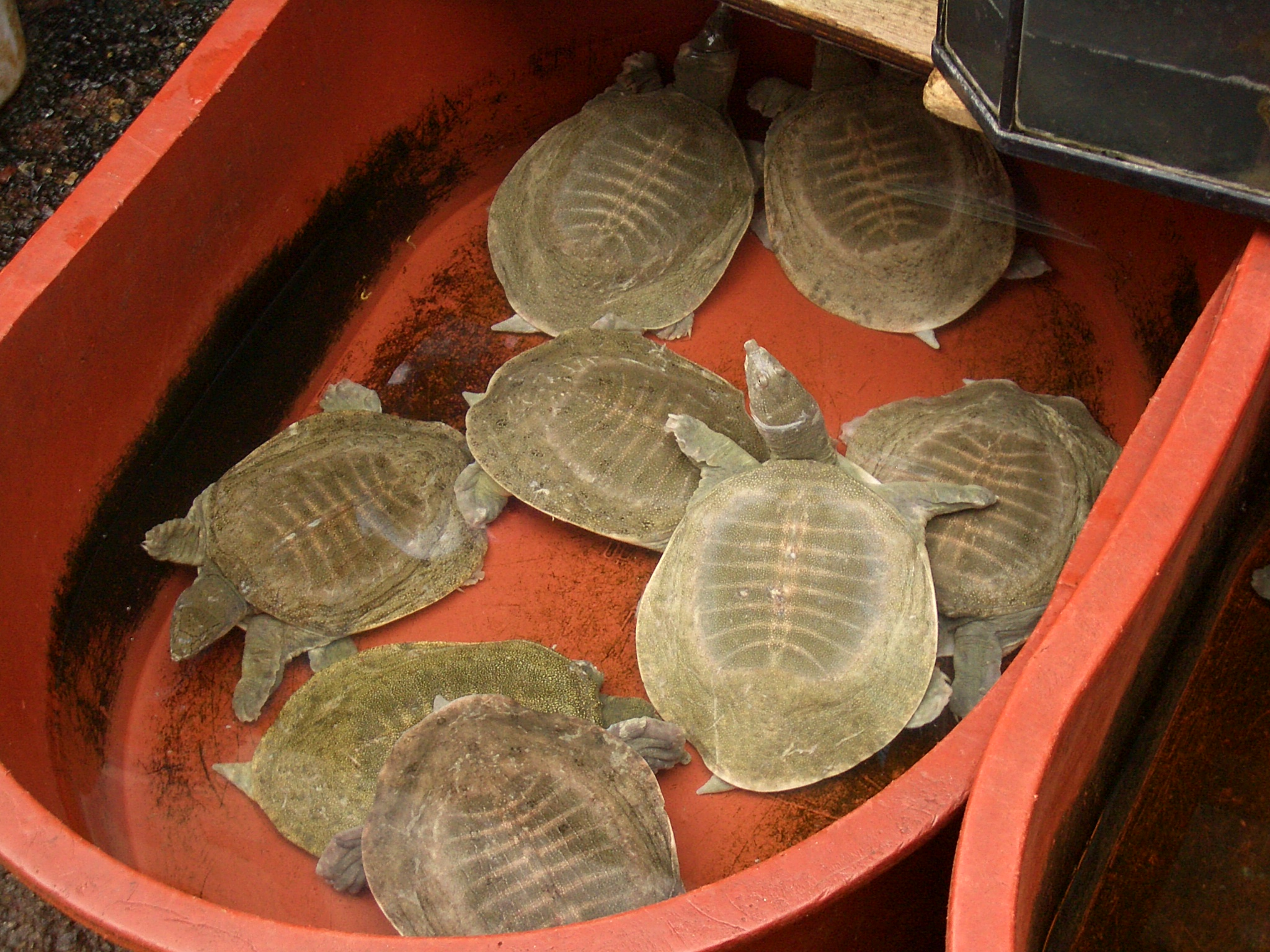
Китайские триониксы на продовольственном рынке в Сеуле.

В странах Азии мясо и яйца китайского трионикса употребляются в пищу. Мясо этой черепахи идёт на приготовление деликатесного блюда китайской кухни — черепахового супа. Оно ценится и в качестве «тонизирующего средства», которое, как считается, положительно влияет на половые функции. Черепах ловят на удочку, с помощью остроги или сетями.
В поисках пищи китайский трионикс иногда забирается в рыбацкие сети и верши, чем заслужил нелюбовь рыбаков, которые при случае убивают черепах.
На триониксах анатомы и физиологи в научно-исследовательских лабораториях изучают процесс эмбриогенеза. Так, недавнее исследование развития эмбрионов дальневосточной черепахи и сравнение его с развитием эмбрионов других позвоночных (мыши и птицы) помогло понять появление и развитие панциря в онтогенезе и филогенезе черепах.

### В культуре
Эта черепаха очень популярна в Японии. В некоторых японских храмах триониксов содержат в водоёмах в качестве священных животных. Китайские триониксы изображались на эфесах катан (самурайских мечей), возможно, из-за готовности этих агрессивных черепах к обороне.
Триониксы играют роль в японской мифологии и демонологии. В период Эдо тушёное мясо дальневосточной черепахи, или как его называют японцы суппон (suppon), было очень популярным деликатесом в Японии, ему также приписывали различные лечебные свойства. Мясо черепахи ели больные и люди со слабым иммунитетом. Но люди, злоупотреблявшие поглощением этого блюда, как считалось, могли попасть под контроль возмущённого духа Суппон.

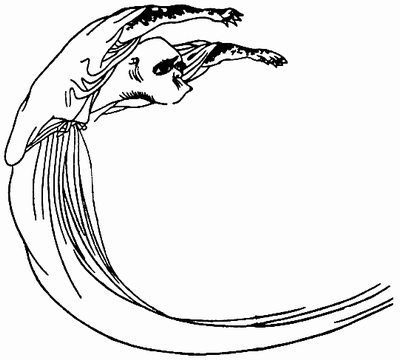
Suppon-no-bakemono (Suppon-no-yūrei) — призрак черепахи

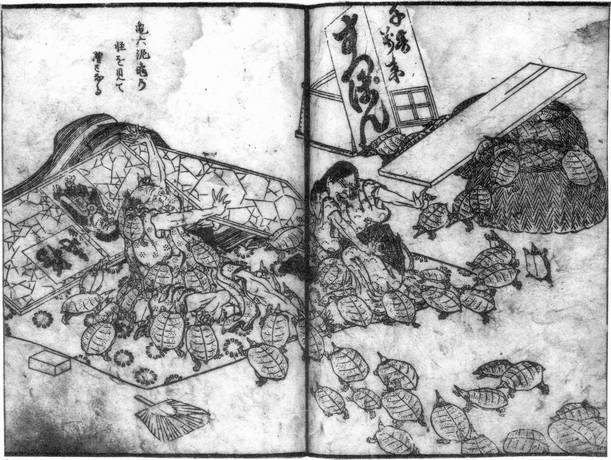
Suppon-no-kaii — нечисть-черепаха

Один миф рассказывает о том, как трое мужчин, живших в Нагое, всегда заказывали суппон и саке. В один день они пришли, чтобы купить ещё, но торговец черепашьим мясом, который поприветствовал их, имел лицо черепахи, а вместо ног длинный призрачный хвост. Мужчины прибежали домой, на протяжении трёх дней дрожали от ужаса и после этого случая никогда больше не ели суппон
В других мифах рассказывается, как, видимо, из-за того, что было убито много черепах, владельцам лавок, где торговали мясом черепах, и их жёнам начали сниться сны, в которых их убивали черепахи. Кошмары снились каждую ночь и заканчивались только после прекращения торговли черепахами.
Существует китайская поговорка, «鳌鸣鳖应»　(áo míng biē yīng, Ао мин бе ин): «Ао [великая черепаха] подаёт голос, а трионикс [то есть типичная малая черепаха] откликается», описывающая взаимопонимание, особенно между руководством и подчинёнными; также в версии «鼋鸣鳖应» (Yuán míng biē yìng), где 鼋 («юань») — название крупнейших видов пресноводных черепах (например, большая мягкотелая черепаха, мягкотелая черепаха Кантора).
Увековечены триониксы и в монументальной архитектуре. Павильон «Золотой трионикс» (金鳖馆, Цзинь-бе-гуань) в форме этого пресмыкающегося, высотой 18 м, длиной 68 м и шириной 46 м, общей площадью 1680 м². открыт в Байяндяньском лотусовом парке (白洋淀荷花大观园) в уезде Аньсинь городского округа Баодин провинции Хэбэй.

### Промышленное разведение
В настоящее время для получения мяса и яиц в Японии, Китае и Индокитае и многих других странах Азии китайского трионикса разводят на специальных фермах в прудах и каналах. В западной части Японии приблизительно 300 т черепах производятся каждый год. По данным опроса владельцев 684 китайских черепаховых ферм, проведённом в 2002 г, поголовье китайских триониксов на их фермах превышает 300 миллионов, и они ежегодно реализуют почти 125 миллионов черепах этого вида, 91 тысяч тонн живым весом, на сумму свыше 685 миллионов долларов США. Это составляет более 97 % всей их черепашьей продукции (как поштучно, так и в пересчёте на живой вес). Поскольку черепаховоды, участвовавшие в опросе, составляли менее половины всех официально зарегистрированных черепашьих ферм в КНР (684 из 1499), а кроме того есть и немало незарегистрированных, число триониксов поступающих на рынок было, вероятно, значительно выше. Согласно китайской статистике, в 2008 г, 204 тысяч тон этих черепах было выращено китайскими черепаховодами, почти половина из них — в провинции Чжэцзян.
Таиландские черепаховоды (по состоянию на конец 1990-х годов) ежегодно выращивали около 6 миллионов голов этого вида черепах; там он тоже является основным разводимым видом.
Японскими эмигрантами трионикс был интродуцирован на Гавайские острова (США) и некоторые другие острова.
Поскольку эта черепаха впадает в спячку, когда температура воды падает ниже 10—15 °C, период активного питания в умеренном климате короток, и животные растут относительно медленно. В естественных условиях для достижения товарного веса 450 г триониксам требуется 3 года. Однако в условиях ферм использование электронных нагревателей воды позволяет сократить до 1 года время роста черепах для достижения необходимой массы. Тем не менее, несмотря на широко распространённое промышленное разведение, биология и патология дальневосточной черепахи ещё недостаточно изучены.

### Содержание в неволе

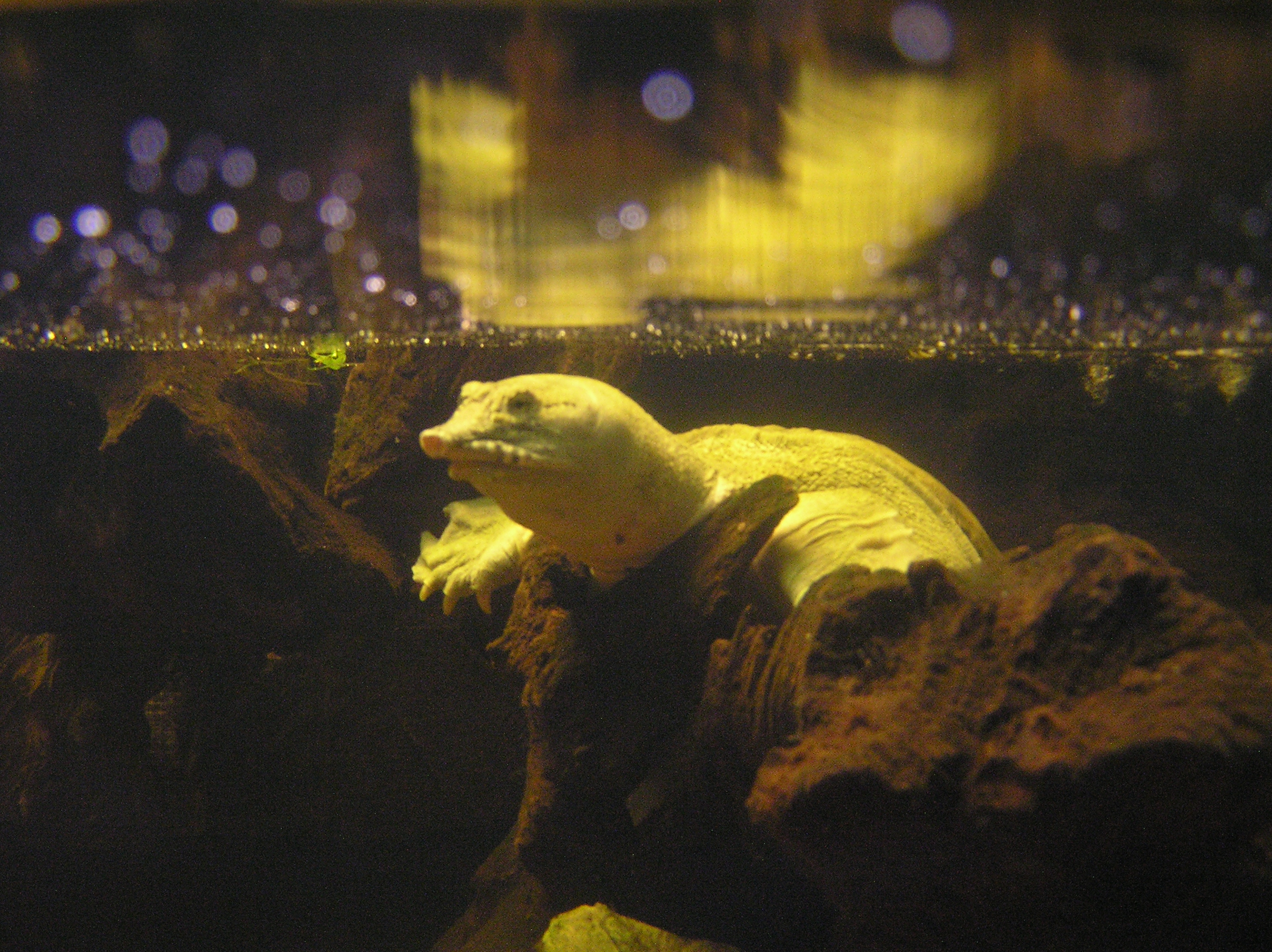
Трионикс в акватеррариуме

В связи с большой численностью вида на большей части ареала и налаженным промышленным разведением, а также из-за довольно необычного внешнего вида, китайского трионикса часто содержат в домашних условиях в качестве экзотического питомца.
На международном рынке Pelodiscus sinensis сегодня стоит значительно дешевле красноухой черепахи. Но, в отличие от американских экспортёров красноухих черепах, азиатские поставщики пока ещё не отработали технику экспорта триониксов без воды, несмотря на то, что эти черепахи могут обходится без воды в течение нескольких дней.
Специалисты, однако, предостерегают, что для хорошего здоровья и нормального роста этому крупному подвижному хищнику необходимо предоставлять соответствующие условия содержания.
Для содержания этой черепахи необходим просторный акватеррариум объёмом от 250 л на одну взрослую особь с соотношением водной части и суши 5 : 1 соответственно. Предпочитаемая температура воды — около +26 °C (поддерживается аквариумным нагревателем воды). Необходима интенсивная фильтрация и, по возможности, аэрация, так как часть кислорода черепахи получают из воды. Вода должна быть как можно более чистой. В грязной воде у триониксов часто развиваются грибковые и бактериальные заболевания кожи, к которым склонны трёхкоготные черепахи. Кроме того, трёхкоготные черепахи не переносят растворённый в воде хлор. Поэтому водопроводная вода перед применением должна отстаиваться, либо можно применять аквариумные препараты для удаления хлора и хлораминов. Над берегом устанавливают источник локального обогрева (лампу накаливания). Температура воздуха под источником обогрева днём — +30—32 °C. Желательно также ультрафиолетовое облучение животных специальными лампами для рептилий. Если не планируется размножение, черепах содержат только поодиночке, так как они могут сильно травмировать друг друга.
В плане кормления триониксы неприхотливы и поедают разнообразные животные корма. Молодых черепах можно кормить мотылём, коретрой, гаммарусом, крупными дафниями, дождевыми червями, мелкими аквариумными рыбками, кормовыми насекомыми (тараканами, сверчками, мучным червём). Взрослые особи охотно поедают креветок, улиток и других моллюсков, мелкую пресноводную и морскую рыбу, куски мяса, субпродуктов (сердца и печени), рыбы и кальмара, лягушек, цыплят, мышей и крысят. Изредка могут поедать и растительную пищу: салат, капусту, кусочки банана. Периодически вместе с кормом следует давать витаминно-минеральные подкормки для рептилий.
Триониксы хорошо размножаются в неволе. Для стимуляции размножения черепахам необходима зимовка — период покоя длительностью до двух месяцев при пониженной температуре (около 15—18 °C). Черепах подготавливают к зимовке плавно, постепенно понижая температуру и одновременно сокращая световой день. За неделю до понижения температуры черепах перестают кормить, чтобы они могли освободить пищеварительный тракт. Выводят из зимовки также постепенно, повышая температуру и увеличивая световой день. Если размножение не планируется, зимовку устраивать необязательно. После удачного спаривания самкам следует предложить глубокую кювету с мягким влажным субстратом (например, смесью земли с песком, песка с кокосовым субстратом, кокосового субстрата с вермикулитом), куда они попытаются отложить и зарыть кладку. Затем кладку извлекают из кюветы и помещают в инкубатор при температуре +27—29 °C. Вылупившиеся молодые черепахи некоторое время не поедают корм и питаются за счёт желточного мешка.
При уходе за этими черепахами нужно соблюдать осторожность, так как из-за довольно злобного характера и мощных челюстей они представляют определённую опасность. Брать в руки триониксов надо, крепко удерживая за заднюю часть панциря, но и в этом случае, благодаря очень длинной шее, черепаха может укусить. Однако выращенные в неволе триониксы часто утрачивают агрессивное поведение, перестают бояться человека, позволяют брать себя в руки и даже берут корм из рук.
Продолжительность жизни до 25 лет. В неволе получены полные и частичные альбиносы китайского трионикса, а также гибриды этого вида с американским гладким триониксом (Apalone mutica).

## Инвазивный вид
Китайский трионикс интродуцирован на Гавайи (острова Кауаи, Мауи и Оаху), Тимор, один из Бонинских островов, в Южную Японию на архипелаг Рюкю, Таиланд, Малайзию, Сингапур, некоторые другие места в Юго-Восточной Азии и на Марианские острова (Гуам).
На Гавайи эти черепахи были завезены азиатскими эмигрантами и культивировались в качестве традиционного источника пищи в период между 1800-ми годами и Второй мировой войной. Вероятнее всего, по той же причине триониксы появились на Гуаме и в некоторых частях Юго-Восточной Азии.
Взаимодействие с местными видами водной фауны не изучено. Но, в связи с хищным образом жизни и агрессивностью этих черепах, вселение триониксов может иметь негативные последствия для аборигенных видов.

## Классификация
Первоначально китайского трионикса относили к роду Trionyx, но потом стали выделять в отдельный род Pelodiscus, в котором он считался единственным представителем. Дальнейшие морфологические, остеологические и молекулярно-генетические исследования показали, что этот род представляет собой комплекс видов. Одним из видов комплекса является дальневосточная черепаха, населяющая российский дальний восток, Корейский полуостров и Японию.
В составе семейства Trionychidae род Pelodiscus вместе с близкородственными родами Dogania и Palea образует трибу Pelodiscini.

## Галерея

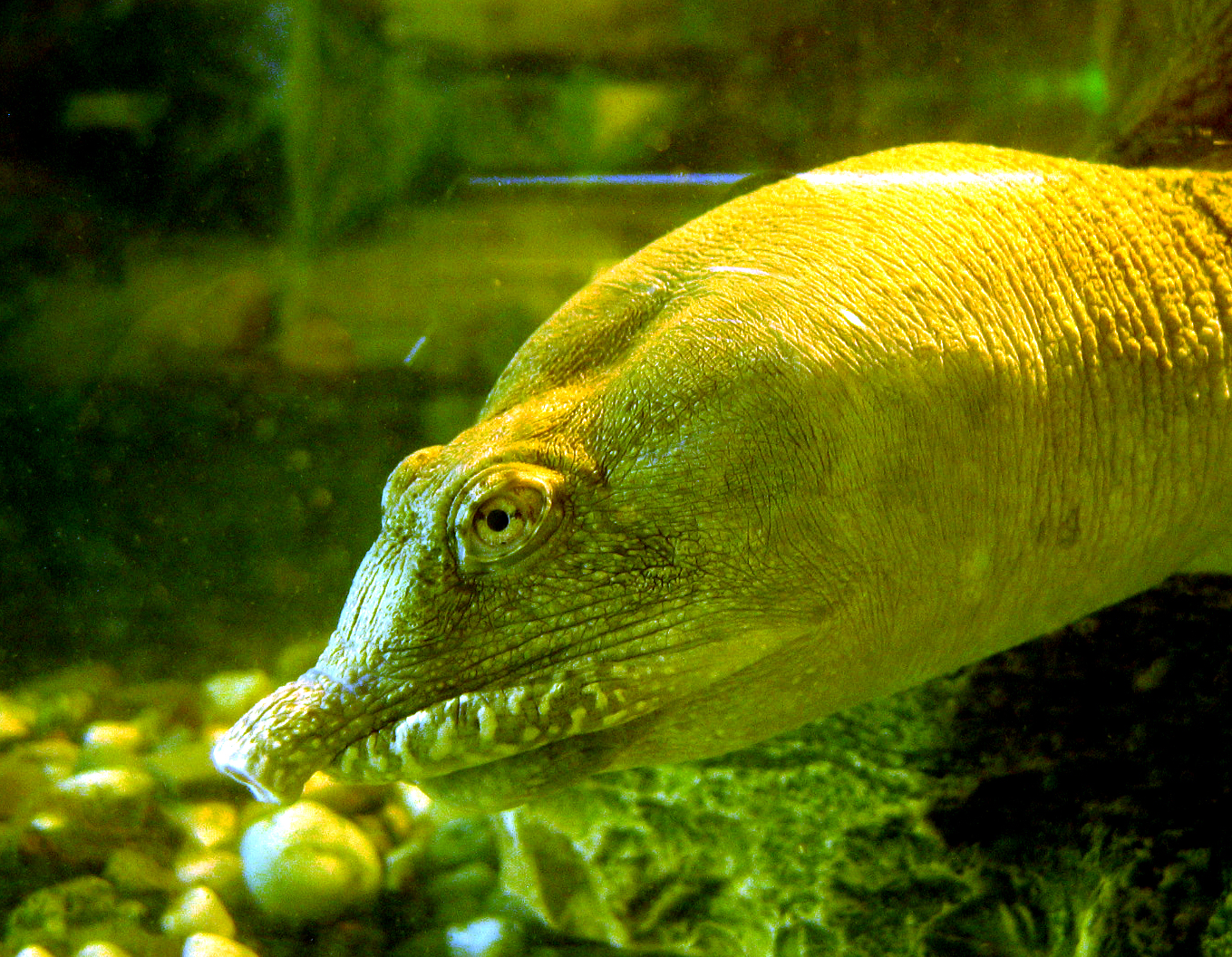
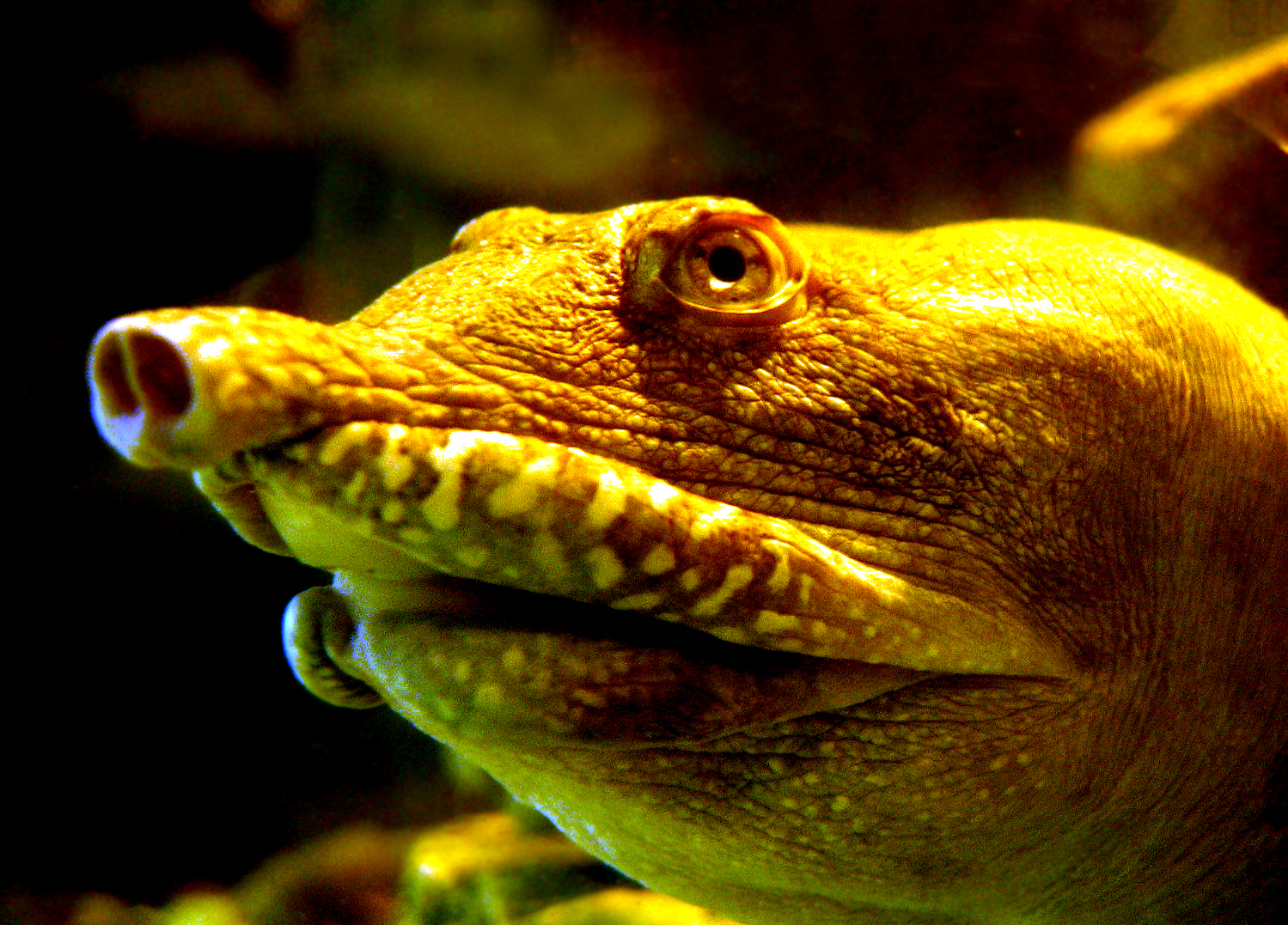
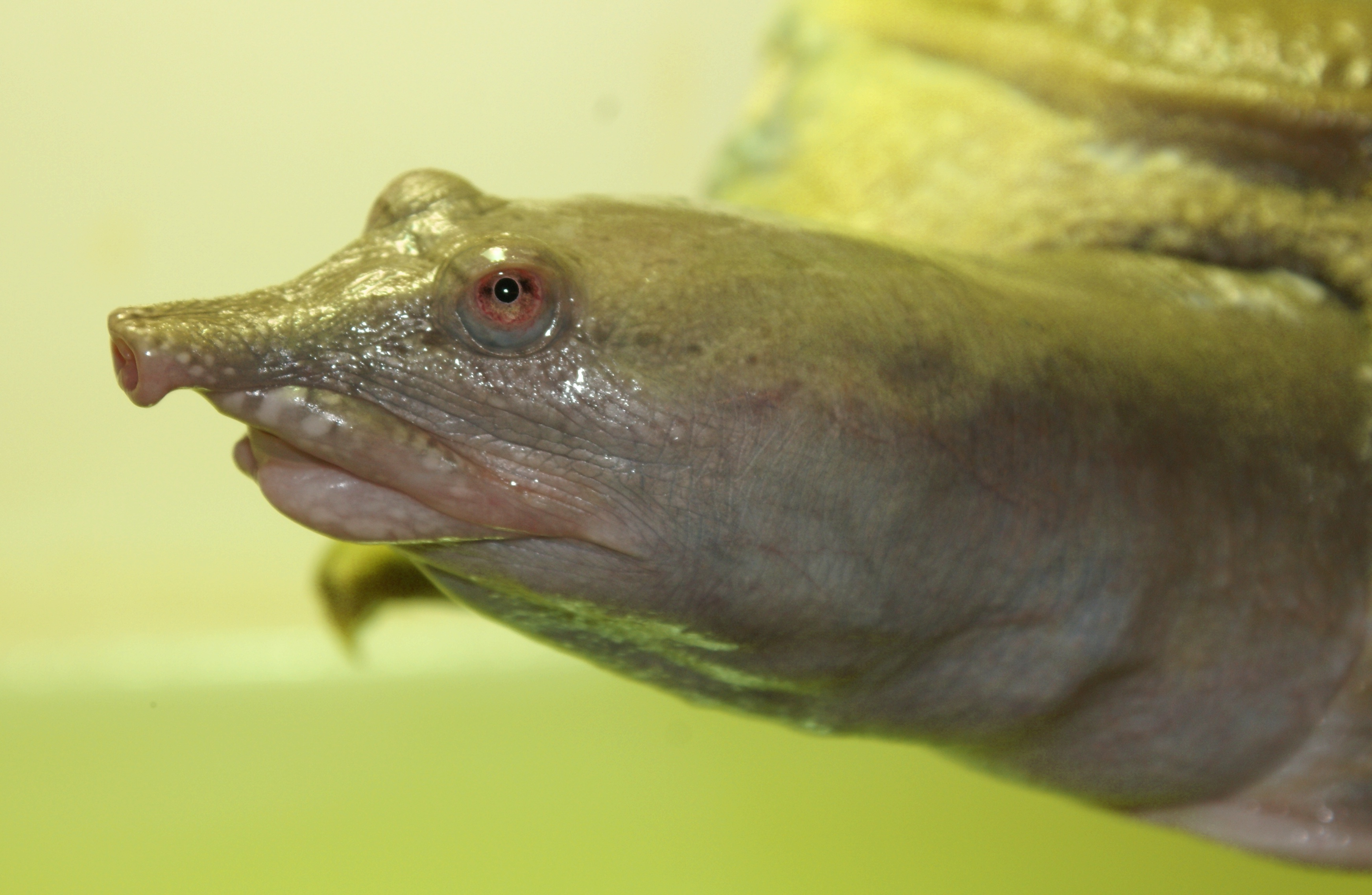
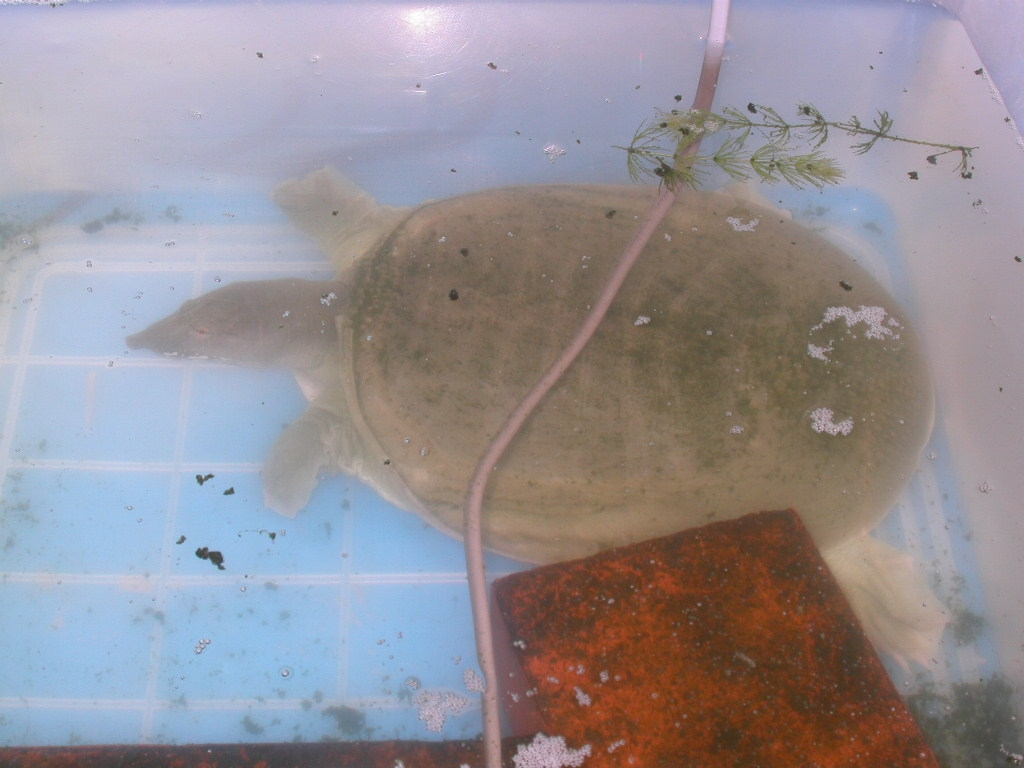